# رووسینوو
رووسینوو (به چکی: Rousínov) یک منطقهٔ مسکونی و شهرستان دارای شهرک سابقاً روستا در جمهوری چک است که در ناحیه ویشکوو واقع شده‌است. رووسینوو ۵٬۳۸۳ نفر جمعیت دارد.

## خواهرخوانده
شهرهای Halásztelek، درویو و Podbranč خواهرخوانده‌های رووسینوو هستند.